# Jaroslav Šafer
Jaroslav Šafer (26. červen 1946, Praha) je český architekt, v roce 1971 absolvoval fakultu architektury ČVUT v Praze, v 1978-1979 studoval na Polytechnic of Central London.
V roce 1991 se po devatenáctiletém pobytu pobytu v Austrálii vrátil do Československa. Roku 1994 založil kancelář Šafer Hájek Architekti.

## Odborná a profesní činnost
- 1970–1972 Architektonické družstvo A13
- 1975–1979 Robert Matthew Architects London
- 1980–1981 Payette Associates Boston
- 1982–1990 Daryl Jackson Architects Melbourne
- 1991–1993 Soukromá kancelář
- 1995-dosud člen Spolku Mánes
- 1994–2019 Ateliér Šafer Hájek architekti
- 2013–2019 člen představenstva České komory architektů

## Pedagogická činnost
- 1984–1990 University of Melbourne
- 1991–2001 ateliér a vedení Fakulty architektury ČVUT
- 2009–2010 profesor na Fakultě umění a architektury TUL

## Dílo
Projekty a realizace:
- 1972 Projekt Gobuňko originální reakce na Archigram
- 1993 Rekonstrukce a dostavba v Liliové ulici
- 1994 Rekonstrukce a dostavba v Rytířské ulici
- 2003 Bytový dům Na Dolinách
- 2003 Věž s rozhlednou Hrubý Jeseník, 1. cena v kat. Krajinářská architektura a zahradní tvorba
- 2004 Bytový dům Nedvědovo náměstí
- 2005 Bytový dům Alibaba
- 2005 Rekonstrukce a dostavba Na Rybníčku
- 2006 Areál volného času a rekonstrukce usedlosti Ladronka, Stavba roku 2006
- 2006 Bytový dům Zemanka
- 2006 Rezidence Kollárova, Cena Ministra pro místní rozvoj
- 2007 River Diamond
- 2009 Bytový dům Na Topolce, Stavba roku 2009
- 2010 Centrum Černošice, Cena ředitele státního fondu rozvoje bydlení
- 2011 AVČ Ladronka, 1. cena v kat. Krajinářská architektura a zahradní tvorba
- 2012 Malinová Chrpová, 1. cena v kat. Krajinářská architektura a zahradní tvorba
- 2013 SC Breda & Weinstein, Stavba roku 2013
- 2015 Škola v Dobřichovicích, Stavba roku 2015
- 2016 Emílie a Františka
- 2017 SC Breda & Weinstein, Mimořádná cena Ministerstva průmyslu a obchodu
- 2017 Škola v Dobřichovicích
- 2017 Top´rezidence Šárecké údolí, vítěz v kategorii cena veřejnosti
- 2018 Chateau Clara Futura, vítěz v kategorii hotelové projekty
- 2018 Top´rezidence Šárecké údolí
- 2018 Zámecký hotel Clara Futura, vítěz v kategorii cena novinářů